# Gambusia panuco
Gambusia panuco är en fiskart som beskrevs av Hubbs 1926. Gambusia panuco ingår i släktet Gambusia och familjen Poeciliidae. Inga underarter finns listade i Catalogue of Life.